# Hymenophyllum ulei
Hymenophyllum ulei är en hinnbräkenväxtart som beskrevs av Hermann Christ och Karl Giesenhagen.
Hymenophyllum ulei ingår i släktet Hymenophyllum och familjen Hymenophyllaceae. Inga underarter finns listade i Catalogue of Life.